# М’Боли, Раис
Ади́ Раи́с Ко́бос Адрие́н Уа́хаб М’Боли́ (араб. عدي رايس كوبوس أدريان وهاب مبولحي‎, фр. Adi Raïs Cobos Adrien M'Bolhi Ouhab; род. 25 апреля 1986, Париж) или же просто Раи́с М’Боли́ (араб. الرايس مبولحي‎, фр. Raïs M'Bolhi) — алжирский и французский футболист, вратарь клуба «Аль-Кадисия» и национальной сборной Алжира. Раис родился в Париже в семье конголезца и алжирки, но его родители рано развелись, а Раис остался жить с матерью.

## Клубная карьера
Раис М’Боли начал свою карьеру за молодёжные команды клубов «Расинг» (Париж) и «Олимпик» (Марсель).
В январе 2006 года футболист перешёл в шотландский «Харт оф Мидлотиан», но уже в следующее межсезонье покинул команду и отправился во вторую греческую лигу, где провёл 13 матчей за два года в составе двух клубов: «Этникос» (Пирей) (5 матчей) и «Панетоликос» (8).
В 2008 году М’Боли сыграл 22 матча за команду третьего дивизиона Японии «Рюкю».

### Славия
В мае 2009 года Раис М’Боли подписал контракт на два года с болгарской «Славией». 14 июня 2009 года он дебютировал в матче против «Локомотива» из Софии. В январе 2010 года М’Боли был назван лучшим вратарём чемпионата Болгарии в 2009 году и лучшим футболистом клуба в сезоне 2009/10 по опросу фанатов.
В мае 2010 года М’Боли был на просмотре в «Манчестер Юнайтед», но не подошёл английскому клубу, к нему также проявляли интерес «Ньюкасл» и «Вест Хэм».
30 августа 2010 года М’Боли был арендован на полгода софийским ЦСКА, за армейцев регулярно играл в чемпионате Болгарии и групповом турнире Лиги Европы.

### Крылья Советов
16 декабря 2010 года перешёл в «Крылья Советов», заключив контракт на 3,5 года. 12 марта дебютировал в составе «Крыльев Советов» в первом туре чемпионата России по футболу в гостевом матче против «Спартака» из Нальчика, матч завершился со счётом 1:0 в пользу «Спартака».
1 августа 2011 года Раис М’Боли на правах аренды вернулся в софийский ЦСКА, в чемпионате 2011/12 годов он принял участие в 28 из 30 матчей и помог клубу стать серебряным призёром. Летом 2012 года «Крылья Советов» снова отдали вратаря в 6-месячную бесплатную аренду софийскому ЦСКА, однако после вылета армейцев из Лиги Европы в июле 2012 года (М’Боли не принимал участия в матчах), договор аренды был расторгнут. После этого голкипер тренировался с молодёжным составом «Крыльев Советов».
Весеннюю часть сезона 2012/13 М’Боли провёл во французском «Газелеке» (Аяччо), также на правах аренды, и не смог помочь клубу удержаться в Лиге 2.
Летом 2013 года «Крылья Советов» и голкипер договорились о расторжении контракта.

### ЦСКА (София)
Летом 2013 года Раис М’Боли в очередной раз вернулся в софийский ЦСКА, с которым заключил постоянное трёхлетнее соглашение. Регулярно появляться на поле он стал только с декабря 2013 года и достаточно уверенно провёл сезон, пропустив лишь 7 голов в 17 матчах. В этом сезоне М’Боли снова стал серебряным призёром чемпионата.

### Филадельфия Юнион
После удачно проведенного Чемпионата Мира по футболу 2014 М’Боли перебрался за океан, подписав соглашение с клубом MLS «Филадельфия Юнион».

## Международная карьера
Раис М’Боли сыграл 7 матчей за юниорские сборные Франции до 16 и до 17 лет. Впоследствии М’Боли вызывали в молодёжную сборную Алжира, но «Олимпик» (Марсель) не отпустил его.
М’Боли попал в предварительный список футболистов сборной Алжира на чемпионат мира 2010, которые провели тренировочный сбор с 13 по 27 мая в Швейцарии.
28 мая 2010 года Раис М’Боли дебютировал за сборную Алжира в товарищеском матче против сборной Ирландии. Вратарь вышел на замену на 66 минуте, и пропустил один гол в конце игры от Робби Кина с пенальти. 1 июня Рабах Саадан включил М’Боли в заявку на чемпионат мира.
На чемпионате мира 2010 Раис М’Боли сыграл два матча: против сборной Англии (0:0) и сборной США (0:1), и пропустил 1 гол в последнем матче группового этапа от Лэндона Донована на 91 минуте матча.
В последующие годы стал основным вратарём сборной Алжира. В июне 2014 года тренер Вахид Халилходжич включил его в окончательную заявку на чемпионат мира-2014 под номером 1. На турнире М’Боли сыграл во всех трёх матчах группового этапа и в матче 1/8 финала против сборной Германии(1:2), после которой сборная Алжира вылетела из турнира.
Раис М’Боли был основным вратарем сборной Алжира на Кубке африканских наций 2019, в котором Алжир стал победителем (второй раз за всю историю). При этом М’Боли был на поле во всех матчах Алжира от начала и до конца, и по итогам турнира был назван лучшим вратарем этого чемпионата.
| Матчи за сборную Алжира | Матчи за сборную Алжира | Матчи за сборную Алжира                              | Матчи за сборную Алжира | Матчи за сборную Алжира | Матчи за сборную Алжира | Матчи за сборную Алжира | Матчи за сборную Алжира        |
| ----------------------- | ----------------------- | ---------------------------------------------------- | ----------------------- | ----------------------- | ----------------------- | ----------------------- | ------------------------------ |
| №                       | Дата                    | Стадион                                              | Соперник                | Счёт                    | Минуты                  | Голы                    | Соревнование                   |
| 1                       | 28 мая 2010             | «RDS Арена», Дублин, Ирландия                        | Ирландия                | 0:3                     | 24                      | -1                      | Товарищеский матч              |
| 2                       | 18 июня 2010            | «Кейптаун», Кейптаун, ЮАР                            | Англия                  | 0:0                     | 90                      | -0                      | Чемпионат мира по футболу 2010 |
| 3                       | 23 июня 2010            | «Лофтус Версфельд», Претория, ЮАР                    | США                     | 0:1                     | 90                      | -1                      | Чемпионат мира по футболу 2010 |
| 4                       | 12 августа 2010         | «5 июля 1962», Алжир, Алжир                          | Габон                   | 1:2                     | 90                      | -2                      | Товарищеский матч              |
| 5                       | 4 сентября 2010         | «Мустафа Шакер», Блида, Алжир                        | Танзания                | 1:1                     | 90                      | -1                      | Отборочный матч КАН-2012       |
| 6                       | 10 октября 2010         | «Бартелеми Боганда», Банги, ЦАР                      | ЦАР                     | 0:2                     | 90                      | -2                      | Отборочный матч КАН-2012       |
| 7                       | 17 ноября 2010          | «Жози Бартель», Люксембург, Люксембург               | Люксембург              | 0:0                     | 87                      | -0                      | Товарищеский матч              |
| 8                       | 27 марта 2011           | «19 мая 1956», Аннаба, Алжир                         | Марокко                 | 1:0                     | 90                      | -0                      | Отборочный матч КАН-2012       |
| 9                       | 5 июня 2011             | «Марракеш», Марракеш, Марокко                        | Марокко                 | 0:4                     | 90                      | -4                      | Отборочный матч КАН-2012       |
| 10                      | 3 сентября 2011         | Стадион им. Бенджамина Мкапы, Дар-эс-Салам, Танзания | Танзания                | 1:1                     | 90                      | -1                      | Отборочный матч КАН-2012       |
| 11                      | 9 октября 2011          |                                                      | ЦАР                     | 2:0                     | 90                      | -0                      | Отборочный матч КАН-2012       |
| 12                      | 29 февраля 2012         |                                                      | Гамбия                  | 2:1                     | 90                      | -1                      | Отборочный матч КАН-2013       |
| 13                      | 2 июня 2012             |                                                      | Руанда                  | 4:0                     | 90                      | -0                      | Отборочный матч ЧМ-2014        |
| 14                      | 10 июня 2012            |                                                      | Мали                    | 1:2                     | 90                      | -2                      | Отборочный матч ЧМ-2014        |
| 15                      | 15 июня 2012            |                                                      | Гамбия                  | 4:1                     | 90                      | -1                      | Отборочный матч КАН-2013       |
| 16                      | 9 сентября 2012         |                                                      | Ливия                   | 1:0                     | 90                      | -0                      | Отборочный матч КАН-2013       |
| 17                      | 14 октября 2012         |                                                      | Ливия                   | 2:0                     | 90                      | -0                      | Отборочный матч КАН-2013       |
| 18                      | 12 января 2013          |                                                      | ЮАР                     | 0:0                     | 90                      | -0                      | Товарищеский матч              |
| 19                      | 22 января 2013          |                                                      | Тунис                   | 0:1                     | 90                      | -1                      | Кубок африканских наций 2013   |
| 20                      | 26 января 2013          |                                                      | Того                    | 0:2                     | 90                      | -2                      | Кубок африканских наций 2013   |
| 21                      | 30 января 2013          |                                                      | Кот-д’Ивуар             | 2:2                     | 90                      | -2                      | Кубок африканских наций 2013   |
| 22                      | 26 марта 2013           |                                                      | Бенин                   | 3:1                     | 90                      | -1                      | Отборочный матч ЧМ-2014        |
| 23                      | 2 июня 2013             |                                                      | Буркина-Фасо            | 2:0                     | 45                      | -0                      | Товарищеский матч              |
| 24                      | 9 июня 2013             |                                                      | Бенин                   | 3:1                     | 90                      | -1                      | Отборочный матч ЧМ-2014        |
| 25                      | 16 июня 2013            |                                                      | Руанда                  | 1:0                     | 90                      | -0                      | Отборочный матч ЧМ-2014        |
| 26                      | 10 сентября 2013        |                                                      | Мали                    | 1:0                     | 90                      | -0                      | Отборочный матч ЧМ-2014        |
| 27                      | 12 октября 2013         |                                                      | Буркина-Фасо            | 2:3                     | 90                      | -3                      | Отборочный матч ЧМ-2014        |
| 28                      | 4 июня 2014             |                                                      | Румыния                 | 2:1                     | 90                      | -1                      | Товарищеский матч              |
| 29                      | 17 июня 2014            | «Эштадио Минейрао», Белу-Оризонти, Бразилия          | Бельгия                 | 1:2                     | 90                      | -2                      | Чемпионат мира по футболу 2014 |
| 30                      | 22 июня 2014            | «Бейра Рио», Порту-Алегри, Бразилия                  | Республика Корея        | 4:2                     | 90                      | -2                      | Чемпионат мира по футболу 2014 |
| 31                      | 26 июня 2014            | «Арена Байшада», Куритиба, Бразилия                  | Россия                  | 1:1                     | 90                      | -1                      | Чемпионат мира по футболу 2014 |
| 32                      | 30 июня 2014            | «Эштадиу Бейра-Риу», Порту-Алегри, Бразилия          | Германия                | 1:2                     | 120                     | -2                      | Чемпионат мира по футболу 2014 |